# Cordia llanense
Cordia llanense är en strävbladig växtart som beskrevs av Ellsworth Paine Killip, J. Estrada Sánchez. Cordia llanense ingår i släktet Cordia, och familjen strävbladiga växter. Inga underarter finns listade i Catalogue of Life.